# Административно-территориальное деление Воронежской области
Административно-территориальное деление Воронежской области — территориальная организация государственной (административно-территориального устройства субъекта РФ) и местной власти (организации местного самоуправления) в рамках Воронежской области.

## Административно-территориальное устройство
Согласно Закону «Об административно-территориальном устройстве Воронежской области», субъект РФ включает следующие административно-территориальные единицы:
- 3 городских округа (Борисоглебский, Воронеж, Нововоронеж),
- 31 муниципальный район (район)
- 28 городских поселений,
- 414 сельских поселений.

Административным центром Воронежской области является город Воронеж.
Город Воронеж разделён на районы, не являющиеся административно-территориальными и территориальными единицами:
- Железнодорожный район
- Коминтерновский район
- Левобережный район
- Ленинский район
- Советский район
- Центральный район.

С 1 февраля 2021 года районы Воронежа исключены из ОКАТО.

## Муниципальное устройство
В рамках муниципального устройства области, в границах административно-территориальных единиц Воронежской области всего образовано 478 муниципальных образований (по состоянию на 1 января 2020 года):
- 3 городских округа,
- 31 муниципальный район
  - 28 городских поселений
  - 416 сельских поселений.

С 11 марта 2022 года число сельских поселений: 414.

## Муниципальные районы и городские округа
| №         | Название              | Флаг | Герб | Площадь, км² | Население, чел. (2025 г.) | Административный центр | Код ОКАТО |
| --------- | --------------------- | ---- | ---- | ------------ | ------------------------- | ---------------------- | --------- |
| 1e-06     | Муниципальные районы  |      |      |              |                           |                        |           |
| 1         | Аннинский район       |      |      | 1 966,48     | ↘34 154                   | пгт Анна               | 20 202    |
| 2         | Бобровский район      |      |      | 2 233,04     | ↘48 155                   | город Бобров           | 20 204    |
| 3         | Богучарский район     |      |      | 2 179,79     | ↘36 962                   | город Богучар          | 20 205    |
| 4         | Бутурлиновский район  |      |      | 1 802,02     | ↘42 054                   | город Бутурлиновка     | 20 208    |
| 5         | Верхнемамонский район |      |      | 1 345,34     | ↘17 956                   | село Верхний Мамон     | 20 210    |
| 6         | Верхнехавский район   |      |      | 1 252,96     | ↘22 614                   | село Верхняя Хава      | 20 211    |
| 7         | Воробьёвский район    |      |      | 1 235,62     | ↘14 665                   | село Воробьёвка        | 20 212    |
| 8         | Грибановский район    |      |      | 2 015,64     | ↘28 076                   | пгт Грибановский       | 20 213    |
| 9         | Калачеевский район    |      |      | 2 105,83     | ↘44 791                   | город Калач            | 20 215    |
| 10        | Каменский район       |      |      | 999,17       | ↘16 431                   | пгт Каменка            | 20 217    |
| 11        | Кантемировский район  |      |      | 2 347,78     | ↘30 166                   | пгт Кантемировка       | 20 219    |
| 12        | Каширский район       |      |      | 1 060,20     | ↘22 571                   | село Каширское         | 20 220    |
| 13        | Лискинский район      |      |      | 2 032,73     | ↘93 947                   | город Лиски            | 20 221    |
| 14        | Нижнедевицкий район   |      |      | 1 195,88     | ↘17 512                   | село Нижнедевицк       | 20 223    |
| 15        | Новоусманский район   |      |      | 1 251,83     | ↗92 353                   | село Новая Усмань      | 20 225    |
| 16        | Новохопёрский район   |      |      | 2 333,93     | ↘34 306                   | город Новохопёрск      | 20 227    |
| 17        | Ольховатский район    |      |      | 1 044,92     | ↘20 926                   | пгт Ольховатка         | 20 229    |
| 18        | Острогожский район    |      |      | 1 711,23     | ↘53 478                   | город Острогожск       | 20 231    |
| 19        | Павловский район      |      |      | 1 885,66     | ↘48 729                   | город Павловск         | 20 233    |
| 20        | Панинский район       |      |      | 1 392,38     | ↘23 432                   | пгт Панино             | 20 232    |
| 21        | Петропавловский район |      |      | 1 643,59     | ↘16 137                   | село Петропавловка     | 20 237    |
| 22        | Поворинский район     |      |      | 1 077,27     | ↘30 678                   | город Поворино         | 20 239    |
| 23        | Подгоренский район    |      |      | 1 568,30     | ↘22 166                   | пгт Подгоренский       | 20 241    |
| 24        | Рамонский район       |      |      | 1 280,51     | ↗40 901                   | пгт Рамонь             | 20 243    |
| 25        | Репьёвский район      |      |      | 933,65       | ↘14 838                   | село Репьёвка          | 20 245    |
| 26        | Россошанский район    |      |      | 2 371,55     | ↘86 058                   | город Россошь          | 20 247    |
| 27        | Семилукский район     |      |      | 1 581,86     | ↘67 098                   | город Семилуки         | 20 249    |
| 28        | Таловский район       |      |      | 1 909,56     | ↘33 829                   | пгт Таловая            | 20 251    |
| 29        | Терновский район      |      |      | 1 390,63     | ↘16 445                   | село Терновка          | 20 254    |
| 30        | Хохольский район      |      |      | 1 451,04     | ↗29 865                   | пгт Хохольский         | 20 256    |
| 31        | Эртильский район      |      |      | 1 457,81     | ↘19 911                   | город Эртиль           | 20 258    |
| 31.000002 | Городские округа      |      |      |              |                           |                        |           |
| 32        | город Воронеж         |      |      | 596,51       | ↘1 041 722                | город Воронеж          | 20 401    |
| 33        | Борисоглебский        |      |      | 1371         | ↘66 685                   | город Борисоглебск     | 20 410    |
| 34        | город Нововоронеж     |      |      | 46,13        | ↘30 434                   | город Нововоронеж      | 20 427    |

## Сельские и городские поселения
Ниже представлен перечень городских и сельских поселений, распределённых по районам области.

### Аннинский район
1. Аннинское городское поселение
2. Артюшкинское сельское поселение
3. Архангельское сельское поселение
4. Березовское сельское поселение
5. Бродовское сельское поселение
6. Васильевское сельское поселение

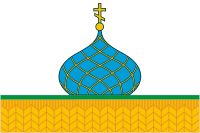
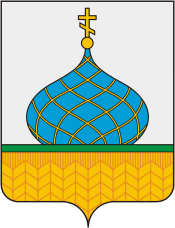

7. Верхнетойденское сельское поселение
8. Дерябкинское сельское поселение
9. Краснологское сельское поселение
10. Мосоловское сельское поселение
11. Нащекинское сельское поселение
12. Николаевское сельское поселение
13. Никольское сельское поселение
14. Новожизненское сельское поселение
15. Новокурлакское сельское поселение
16. Островское сельское поселение
17. Пугачёвское сельское поселение
18. Рамоньское сельское поселение
19. Рубашевское сельское поселение
20. Садовское сельское поселение
21. Старотойденское сельское поселение
22. Старочигольское сельское поселение
23. Хлебородненское сельское поселение

### Бобровский район

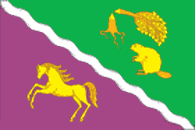
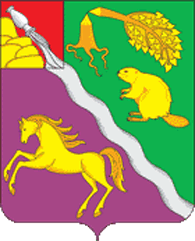

В состав территории Бобровского муниципального района входят следующие городское и сельские поселения
1. Городское поселение город Бобров
2. Анновское сельское поселение
3. Верхнеикорецкое сельское поселение
4. Коршевское сельское поселение
5. Липовское сельское поселение
6. Мечетское сельское поселение
7. Никольское сельское поселение
8. Октябрьское сельское поселение
9. Пчелиновское сельское поселение
10. Семено-Александровское сельское поселение
11. Слободское сельское поселение
12. Сухо-Березовское сельское поселение
13. Тройнянское сельское поселение
14. Хреновское сельское поселение
15. Чесменское сельское поселение
16. Шестаковское сельское поселение
17. Шишовское сельское поселение
18. Юдановское сельское поселение
19. Ясенковское сельское поселение

### Богучарский район

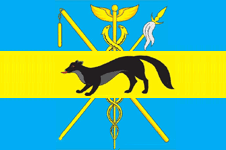
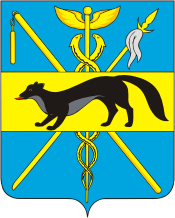

В состав территории Богучарского муниципального района входят следующие муниципальные образования:
1. Городское поселение город Богучар
2. Дьяченковское сельское поселение
3. Залиманское сельское поселение
4. Липчанское сельское поселение
5. Луговское сельское поселение
6. Мёдовское сельское поселение
7. Монастырщинское сельское поселение
8. Первомайское сельское поселение
9. Подколодновское сельское поселение
10. Поповское сельское поселение
11. Радченское сельское поселение
12. Суходонецкое сельское поселение
13. Твердохлебовское сельское поселение
14. Филоновское сельское поселение

### Бутурлиновский район

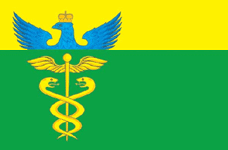
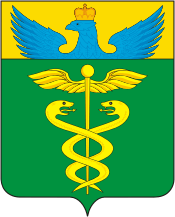

В состав территории Бутурлиновского муниципального района входят следующие городские и сельские поселения:
1. Бутурлиновское городское поселение
2. Нижнекисляйское городское поселение
3. Березовское сельское поселение
4. Васильевское сельское поселение
5. Великоархангельское сельское поселение
6. Гвазденское сельское поселение
7. Карайчевское сельское поселение
8. Клёповское сельское поселение
9. Козловское сельское поселение
10. Колодеевское сельское поселение
11. Кучеряевское сельское поселение
12. Озерское сельское поселение
13. Пузевское сельское поселение
14. Сериковское сельское поселение
15. Филиппенковское сельское поселение
16. Чулокское сельское поселение

### Верхнемамонский район

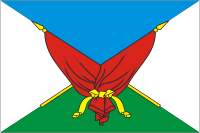
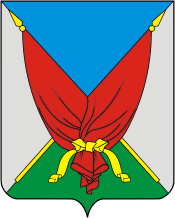

В состав территории Верхнемамонского муниципального района входят следующие сельские поселения:
1. Верхнемамонское сельское поселение
2. Гороховское сельское поселение
3. Дерезовское сельское поселение
4. Лозовское 1-е сельское поселение
5. Мамоновское сельское поселение
6. Нижнемамонское 1-е сельское поселение
7. Ольховатское сельское поселение
8. Осетровское сельское поселение
9. Приреченское сельское поселение
10. Русско-Журавское сельское поселение

Законом Воронежской области от 28 июня 2013 года № 88-ОЗ, преобразованы путём объединения:
- Лозовское 1-е сельское поселение и Лозовское 2-е сельское поселение в Лозовское 1-е сельское поселение с административным центром в селе Лозовое;
- Нижнемамонское 1-е сельское поселение и Нижнемамонское 2-е сельское поселение в Нижнемамонское 1-е сельское поселение с административным центром в селе Нижний Мамон.

### Верхнехавский район

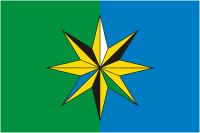
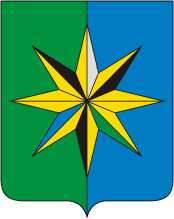

В состав территории Верхнехавского муниципального района входят следующие сельские поселения с административными центрами:
1. Александровское сельское поселение
2. Большеприваловское сельское поселение
3. Верхнелуговатское сельское поселение
4. Верхнемазовское сельское поселение
5. Верхнеплавицкое сельское поселение
6. Верхнехавское сельское поселение
7. Малоприваловское сельское поселение
8. Малосамовецкое сельское поселение
9. Нижнебайгорское сельское поселение
10. Парижскокоммунское сельское поселение
11. Плясоватское сельское поселение
12. Правохавское сельское поселение
13. Семёновское сельское поселение
14. Спасское сельское поселение
15. Сухогаёвское сельское поселение
16. Углянское сельское поселение
17. Шукавское сельское поселение

Также с конца 2004 года по март 2006 года в район входило Краснолесненское городское поселение (населённые пункты: рабочий посёлок Краснолесный, посёлки Водокачка, Чистое, нп Госзаповедник Центральная Усадьба), переданные из подчинения Железнодорожного района города Воронежа. В марте 2006 года указанные населённые пункты были восстановлены в городском округе города Воронежа и впоследствии включены в его черту.

### Воробьёвский район

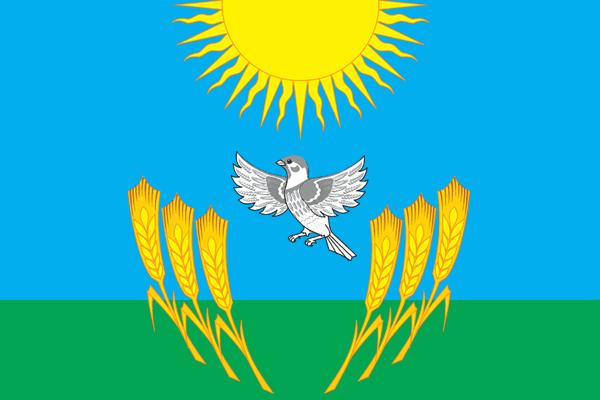
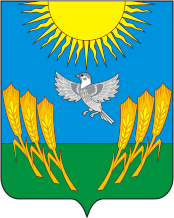

В состав территории Воробьевского муниципального района входят следующие сельские поселения:
1. Берёзовское сельское поселение
2. Воробьёвское сельское поселение
3. Никольское 1-е сельское поселение
4. Солонецкое сельское поселение

Законом Воронежской области от 2 марта 2015 года № 18-ОЗ, объединены во вновь образованные муниципальные образования:
- Берёзовское, Мужичанское и Верхнебыковское сельские поселения в Берёзовское сельское поселение с административным центром в селе Берёзовка;
- Воробьёвское, Руднянское и Лещановское сельские поселения в Воробьёвское сельское поселение с административным центром в селе Воробьёвка;
- Краснопольское, Никольское 1-е сельское поселение и Никольское 2-е сельские поселения в Никольское 1-е сельское поселение с административным центром в селе Никольское;
- Солонецкое и Квашинское сельские поселения в Солонецкое сельское поселение с административным центром в селе Солонцы.

### Грибановский район

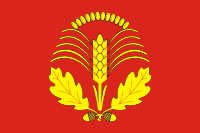
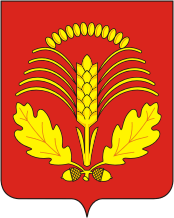

В состав территории Грибановского муниципального района входят следующие городское и сельские поселения:
1. Грибановское городское поселение
2. Алексеевское сельское поселение
3. Большеалабухское сельское поселение
4. Васильевское сельское поселение
5. Верхнекарачанское сельское поселение
6. Калиновское сельское поселение
7. Кирсановское сельское поселение
8. Краснореченское сельское поселение
9. Кутковское сельское поселение
10. Листопадовское сельское поселение
11. Малоалабухское сельское поселение
12. Малогрибановское сельское поселение
13. Нижнекарачанское сельское поселение
14. Новогольеланское сельское поселение
15. Новогольское сельское поселение
16. Новомакаровское сельское поселение
17. Посевкинское сельское поселение

### Калачеевский район

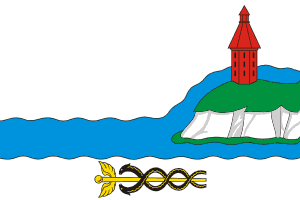
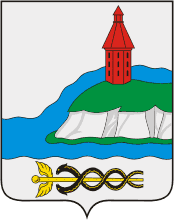

В состав территории Калачеевского муниципального района входят следующие сельские и городские поселения:
1. Городское поселение город Калач
2. Заброденское сельское поселение
3. Калачеевское сельское поселение
4. Коренновское сельское поселение
5. Краснобратское сельское поселение
6. Манинское сельское поселение
7. Меловатское сельское поселение
8. Новокриушанское сельское поселение
9. Подгоренское сельское поселение
10. Пригородное сельское поселение
11. Россыпнянское сельское поселение
12. Семёновское сельское поселение
13. Скрипнянское сельское поселение
14. Советское сельское поселение
15. Хрещатовское сельское поселение
16. Ширяевское сельское поселение
17. Ясеновское сельское поселение

### Каменский район

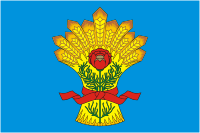
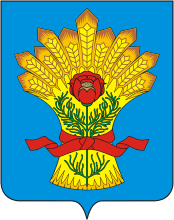

В состав территории Каменского муниципального района входят следующие сельские и городское поселения:
1. Каменское городское поселение
2. Волчанское сельское поселение
3. Дегтяренское сельское поселение
4. Евдаковское сельское поселение
5. Карпенковское сельское поселение
6. Коденцовское сельское поселение
7. Марковское сельское поселение
8. Сончинское сельское поселение
9. Татаринское сельское поселение
10. Трёхстенское сельское поселение
11. Тхоревское сельское поселение

### Кантемировский район
Муниципальные образования:

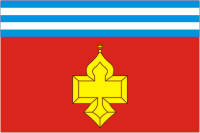
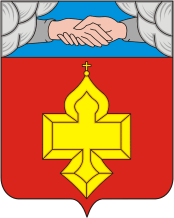

1. Кантемировское городское поселение
2. Бондаревское сельское поселение
3. Бугаевское сельское поселение
4. Журавское сельское поселение
5. Зайцевское сельское поселение
6. Митрофановское сельское поселение
7. Михайловское сельское поселение
8. Новобелянское сельское поселение
9. Новомарковское сельское поселение
10. Осиковское сельское поселение
11. Пасековское сельское поселение
12. Писаревское сельское поселение
13. Смаглеевское сельское поселение
14. Таловское сельское поселение
15. Титаревское сельское поселение
16. Фисенковское сельское поселение

### Каширский район
Муниципальные образования:
1. Боевское сельское поселение
2. Данковское сельское поселение
3. Дзержинское сельское поселение
4. Запрудское сельское поселение

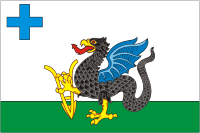
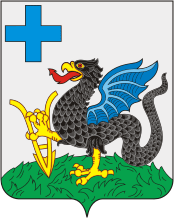

5. Каменно-Верховское сельское поселение
6. Каширское сельское поселение
7. Колодезянское сельское поселение
8. Кондрашкинское сельское поселение
9. Краснологское сельское поселение
10. Круглянское сельское поселение
11. Левороссошанское сельское поселение
12. Можайское сельское поселение
13. Мосальское сельское поселение
14. Старинское сельское поселение

### Лискинский район
Муниципальные образования:
1. Городское поселение город Лиски
2. Давыдовское городское поселение
3. Бодеевское сельское поселение
4. Высокинское сельское поселение
5. Дракинское сельское поселение
6. Залуженское сельское поселение
7. Ковалёвское сельское поселение
8. Коломыцевское сельское поселение
9. Колыбельское сельское поселение
10. Копанищенское сельское поселение

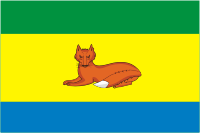
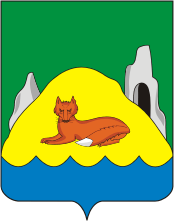

11. Краснознаменское сельское поселение
12. Нижнеикорецкое сельское поселение
13. Петровское сельское поселение
14. Петропавловское сельское поселение
15. Почепское сельское поселение
16. Селявинское сельское поселение
17. Среднеикорецкое сельское поселение
18. Старохворостанское сельское поселение
19. Степнянское сельское поселение
20. Сторожевское 2-е сельское поселение
21. Тресоруковское сельское поселение
22. Троицкое сельское поселение
23. Щучинское сельское поселение

### Нижнедевицкий район
Муниципальные образования:
1. Андреевское сельское поселение

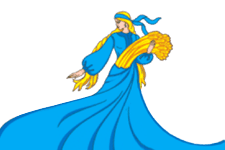
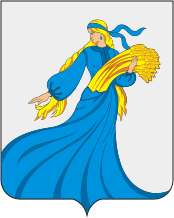

2. Верхнетуровское сельское поселение
3. Вязноватовское сельское поселение
4. Курбатовское сельское поселение
5. Кучугуровское сельское поселение
6. Михнёвское сельское поселение
7. Нижнедевицкое сельское поселение
8. Нижнетуровское сельское поселение
9. Новоольшанское сельское поселение
10. Норово-Ротаевское сельское поселение
11. Острянское сельское поселение
12. Першинское сельское поселение
13. Синелипяговское сельское поселение
14. Скупопотуданское сельское поселение
15. Хвощеватовское сельское поселение

### Новоусманский район
Муниципальные образования:
1. Бабяковское сельское поселение
2. Воленское сельское поселение

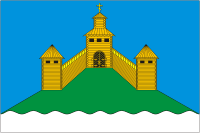
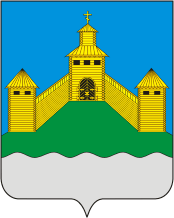

3. Нижнекатуховское сельское поселение
4. Никольское сельское поселение
5. Орловское сельское поселение
6. Отрадненское сельское поселение
7. Рогачёвское сельское поселение
8. Рождественско-Хавское сельское поселение
9. Тимирязевское сельское поселение
10. Трудовское сельское поселение
11. Усманское 1-е сельское поселение
12. Хлебенское сельское поселение
13. Хреновское сельское поселение
14. Шуберское сельское поселение

Законами Воронежской области от 14 декабря 2021 года № 148-ОЗ и № 149-ОЗ с 1 января 2022 года Воронежское сельское поселение было объединено с Никольским.
Законами Воронежской области от 25 февраля 2022 года № 3-ОЗ и № 4-ОЗ с 11 марта 2022 года Усманское 2-е сельское поселение было объединено с Усманским 1-м.

### Новохопёрский район
Муниципальные образования:

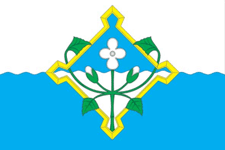
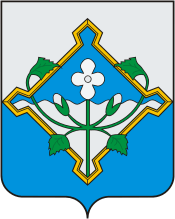

1. Городское поселение — город Новохопёрск
2. Елань-Коленовское городское поселение
3. Коленовское сельское поселение
4. Краснянское сельское поселение
5. Михайловское сельское поселение
6. Новопокровское сельское поселение
7. Пыховское сельское поселение
8. Терновское сельское поселение
9. Троицкое сельское поселение
10. Центральское сельское поселение
11. Ярковское сельское поселение

Законом Воронежской области от 25 ноября 2011 года № 161-ОЗ, преобразованы, путём объединения:
- городское поселение — город Новохопёрск, Новохопёрское городское поселение, Алфёровское, Каменно-Садовское, Новоильменское и Русановское сельские поселения в городское поселение — город Новохопёрск;
- Коленовское, Берёзовское, Долиновское и Подосиновское сельские поселения в Коленовское сельское поселение с административным центром в селе Елань-Колено;
- Михайловское и Полежаевское сельские поселения в Михайловское сельское поселение с административным центром в посёлке Михайловский;
- Подгоренское и Ярковское сельские поселения в Ярковское сельское поселение с административным центром в селе Ярки;
- Пыховское и Бурляевское сельские поселения в Пыховское сельское поселение с административным центром в селе Пыховка.

### Ольховатский район
Муниципальные образования:
1. Ольховатское городское поселение

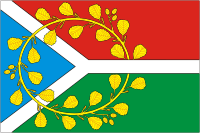
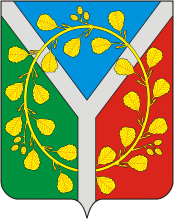

2. Караяшниковское сельское поселение
3. Копанянское сельское поселение
4. Лисичанское сельское поселение
5. Марьевское сельское поселение
6. Новохарьковское сельское поселение
7. Степнянское сельское поселение
8. Шапошниковское сельское поселение

Законом Воронежской области от 2 октября 2013 года № 118-ОЗ, преобразованы путём объединения:
- Ольховатское городское поселение, Базовское и Заболотовское сельские поселения в Ольховатское городское поселение с административным центром в рабочем посёлке Ольховатка;
- Марьевское, Марченковское и Кравцовское сельские поселения в Марьевское сельское поселение с административным центром в слободе Марьевка;
- Караяшниковское и Юрасовское сельские поселения в Караяшниковское сельское поселение с административным центром в слободе Караяшник.

### Острогожский район
Муниципальные образования:

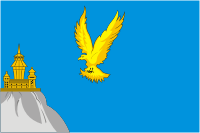
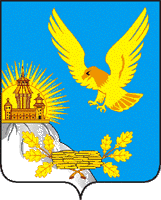

1. Городское поселение город Острогожск
2. Березовское сельское поселение
3. Болдыревское сельское поселение
4. Веретьевское сельское поселение
5. Гниловское сельское поселение
6. Дальнеполубянское сельское поселение
7. Девицкое сельское поселение
8. Коротоякское сельское поселение
9. Кривополянское сельское поселение
10. Криниченское сельское поселение
11. Мастюгинское сельское поселение
12. Ольшанское сельское поселение
13. Петренковское сельское поселение
14. Петропавловское сельское поселение
15. Солдатское сельское поселение
16. Сторожевское 1-е сельское поселение
17. Терновское сельское поселение
18. Урывское сельское поселение
19. Хохол-Тростянское сельское поселение
20. Шубинское сельское поселение

### Павловский район
Муниципальные образования:

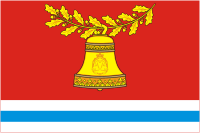
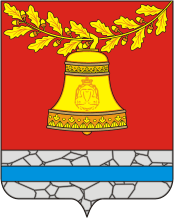

1. Городское поселение город Павловск
2. Александро-Донское сельское поселение
3. Александровское сельское поселение
4. Воронцовское сельское поселение
5. Гаврильское сельское поселение
6. Елизаветовское сельское поселение
7. Ерышевское сельское поселение
8. Казинское сельское поселение
9. Красное сельское поселение
10. Ливенское сельское поселение
11. Лосевское сельское поселение
12. Песковское сельское поселение
13. Петровское сельское поселение
14. Покровское сельское поселение
15. Русско-Буйловское сельское поселение

### Панинский район
Муниципальные образования:
1. Панинское городское поселение
2. Перелёшинское городское поселение
3. Дмитриевское сельское поселение
4. Ивановское сельское поселение
5. Красненское сельское поселение

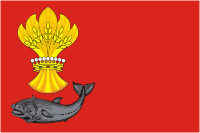
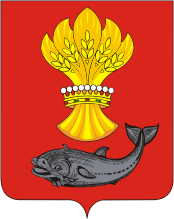

6. Краснолиманское сельское поселение
7. Криушанское сельское поселение
8. Михайловское сельское поселение
9. Октябрьское сельское поселение
10. Прогрессовское сельское поселение
11. Росташевское сельское поселение
12. Чернавское сельское поселение

Законом Воронежской области от 13 апреля 2015 года № 42-ОЗ, преобразованы, путём объединения:
- Красноновское и Чернавское сельские поселения в Чернавское сельское поселение с административным центром в селе Чернавка;
- Борщёвское и Прогрессовское сельские поселения в Прогрессовское сельское поселение с административным центром в селе Михайловка 1-я;
- Сергеевское и Октябрьское сельские поселения в Октябрьское сельское поселение с административным центром в посёлке Октябрьский;
- Мартыновское и Криушанское сельские поселения в Криушанское сельское поселение с административным центром в селе Криуша.

### Петропавловский район
Муниципальные образования:
1. Березняговское сельское поселение
2. Бычковское сельское поселение

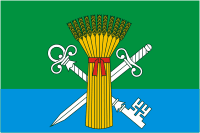
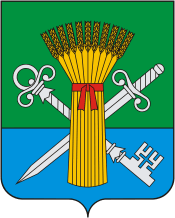

3. Красноселовское сельское поселение
4. Краснофлотское сельское поселение
5. Новобогородицкое сельское поселение
6. Новолиманское сельское поселение
7. Новотроицкое сельское поселение
8. Песковское сельское поселение
9. Петропавловское сельское поселение
10. Старокриушанское сельское поселение
11. Старомеловатское сельское поселение

### Поворинский район
Муниципальные образования:

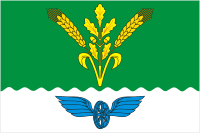
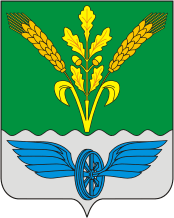

1. Городское поселение город Поворино
2. Байчуровское сельское поселение
3. Вихляевское сельское поселение
4. Добровольское сельское поселение
5. Мазурское сельское поселение
6. Октябрьское сельское поселение
7. Песковское сельское поселение
8. Рождественское сельское поселение
9. Самодуровское сельское поселение

### Подгоренский район
Муниципальные образования:
1. Подгоренское городское поселение
2. Белогорьевское сельское поселение
3. Березовское сельское поселение

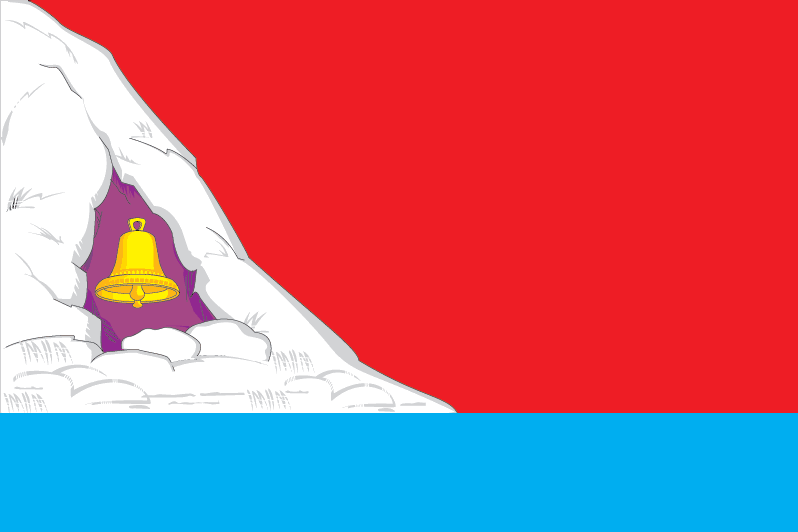
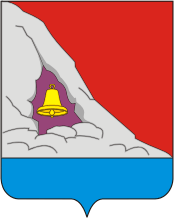

4. Большедмитровское сельское поселение
5. Витебское сельское поселение
6. Гончаровское сельское поселение
7. Гришевское сельское поселение
8. Колодежанское сельское поселение
9. Лыковское сельское поселение
10. Первомайское сельское поселение
11. Переваленское сельское поселение
12. Сагуновское сельское поселение
13. Семейское сельское поселение
14. Сергеевское сельское поселение
15. Скорорыбское сельское поселение
16. Юдинское сельское поселение

### Рамонский район
Муниципальные образования:
1. Рамонское городское поселение
2. Айдаровское сельское поселение
3. Берёзовское сельское поселение

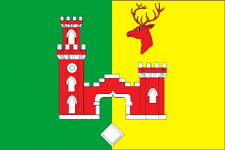
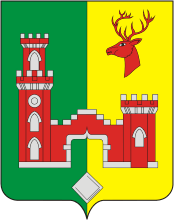

4. Большеверейское сельское поселение
5. Горожанское сельское поселение
6. Карачунское сельское поселение
7. Комсомольское сельское поселение
8. Ломовское сельское поселение
9. Новоживотинновское сельское поселение
10. Павловское сельское поселение
11. Русско-Гвоздевское сельское поселение
12. Скляевское сельское поселение
13. Сомовское сельское поселение
14. Ступинское сельское поселение
15. Чистополянское сельское поселение
16. Яменское сельское поселение

### Репьёвский район
Муниципальные образования:
1. Бутырское сельское поселение
2. Истобинское сельское поселение
3. Колбинское сельское поселение

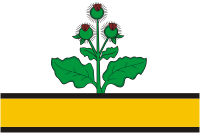
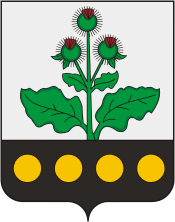

4. Краснолипьевское сельское поселение
5. Новосолдатское сельское поселение
6. Осадчевское сельское поселение
7. Платавское сельское поселение
8. Репьёвское сельское поселение
9. Россошанское сельское поселение
10. Россошкинское сельское поселение
11. Скорицкое сельское поселение

### Россошанский район
Муниципальные образования:
1. Городское поселение город Россошь
2. Алейниковское сельское поселение

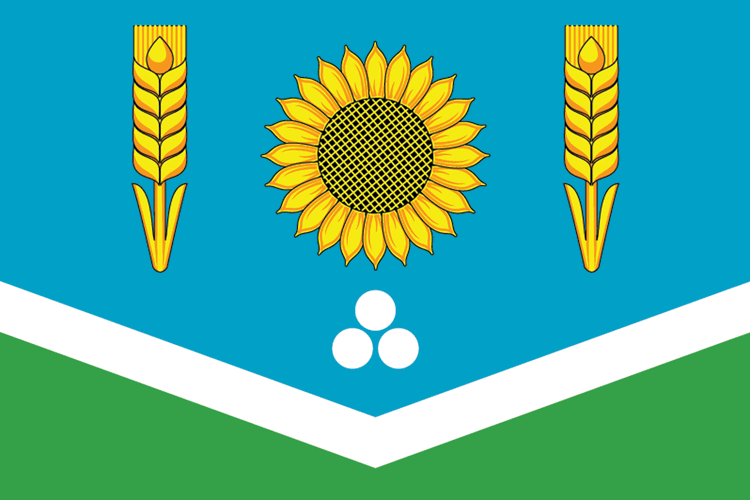
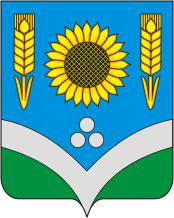

3. Александровское сельское поселение
4. Архиповское сельское поселение
5. Евстратовское сельское поселение
6. Жилинское сельское поселение
7. Копёнкинское сельское поселение
8. Кривоносовское сельское поселение
9. Криничанское сельское поселение
10. Лизиновское сельское поселение
11. Морозовское сельское поселение
12. Новокалитвенское сельское поселение
13. Новопостояловское сельское поселение
14. Подгоренское сельское поселение
15. Поповское сельское поселение
16. Старокалитвенское сельское поселение
17. Шекаловское сельское поселение
18. Шрамовское сельское поселение

### Семилукский район
Муниципальные образования:
1. Латненское городское поселение

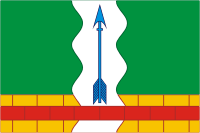
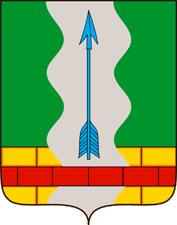

2. Городское поселение город Семилуки
3. Стрелицкое городское поселение
4. Губарёвское сельское поселение
5. Девицкое сельское поселение
6. Землянское сельское поселение
7. Латненское сельское поселение
8. Лосевское сельское поселение
9. Медвеженское сельское поселение
10. Нижневедугское сельское поселение
11. Новосильское сельское поселение
12. Перлёвское сельское поселение
13. Семилукское сельское поселение
14. Стадницкое сельское поселение
15. Староведугское сельское поселение

Законом Воронежской области от 30 ноября 2009 года № 145-ОЗ, преобразованы путём объединения:
- Землянское, Маловерейское, Малопокровское и Казинское сельские поселения в Землянское сельское поселение с административным центром в селе Землянск;
- Нижневедугское, Гнилушанское и Меловатское сельские поселения в Нижневедугское сельское поселение с административным центром в селе Нижняя Ведуга;
- Новосильское, Голосновское и Троицкое сельские поселения в Новосильское сельское поселение с административным центром в селе Новосильское;
- Староведугское и Староольшанское сельские поселения в Староведугское сельское поселение с административным центром в селе Старая Ведуга.

### Таловский район
Муниципальные образования:
1. Таловское городское поселение
2. Абрамовское сельское поселение

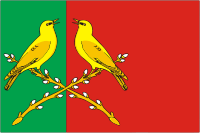
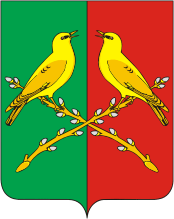

3. Александровское сельское поселение
4. Вознесенское сельское поселение
5. Добринское сельское поселение
6. Каменно-Степное сельское поселение
7. Нижнекаменское сельское поселение
8. Новочигольское сельское поселение
9. Орловское сельское поселение
10. Синявское сельское поселение
11. Тишанское сельское поселение
12. Шанинское сельское поселение

Законом Воронежской области от 30 ноября 2015 года № 163-ОЗ, были преобразованы, путём их объединения:
- Абрамовское, Абрамовское 2-е и Еланское сельские поселения — в Абрамовское сельское поселение с административным центром в посёлке Абрамовка;
- Александровское, Васильевское и Казанское сельские поселения — в Александровское сельское поселение с административным центром в селе Александровка;
- Бирюченское и Тишанское сельские поселения — в Тишанское сельское поселение с административным центром в селе Верхняя Тишанка;
- Каменно-Степное и Михинское сельские поселения — в Каменно-Степное сельское поселение с административным центром в посёлке 2-го участка института им. Докучаева;
- Вязовское и Синявское сельские поселения — в Синявское сельское поселение с административным центром в селе Синявка;
- Вознесеновское, Никольское и Новочигольское сельские поселения — в Новочигольское сельское поселение с административным центром в селе Новая Чигла;
- Шанинское и Шанинское 2-е сельские поселения — в Шанинское сельское поселение с административным центром в посёлке Участок № 26;
- Анохинское, Нижнекаменское и Хорольское сельские поселения — в Нижнекаменское сельское поселение с административным центром в посёлке Нижняя Каменка.

### Терновский район
Муниципальные образования:

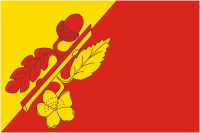
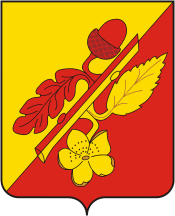

1. Александровское сельское поселение
2. Алешковское сельское поселение
3. Братковское сельское поселение
4. Есиповское сельское поселение
5. Киселинское сельское поселение
6. Козловское сельское поселение
7. Костино-Отдельское сельское поселение
8. Народненское сельское поселение
9. Новотроицкое сельское поселение
10. Русановское сельское поселение
11. Тамбовское сельское поселение
12. Терновское сельское поселение

Законом Воронежской области от 6 марта 2014 года № 19-ОЗ Народненское и Поповское сельские поселения объединены в Народненское сельское поселение с административным центром в селе Народное.
Законом Воронежской области от 6 июля 2017 года № 71-ОЗ Николаевское и Тамбовское сельские поселения объединены в Тамбовское сельское поселение с административным центром в селе Тамбовка.
Законом Воронежской области от 4 марта 2019 года Новокирсановское сельское поселение присоединено к Терновскому сельскому поселению с административным центром в селе Терновка.

### Хохольский район
Муниципальные образования:
1. Хохольское городское поселение
2. Архангельское сельское поселение
3. Борщевское сельское поселение
4. Гремяченское сельское поселение
5. Костёнское сельское поселение
6. Кочетовское сельское поселение

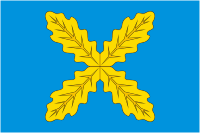
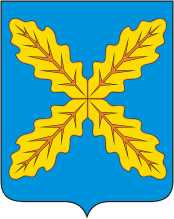

7. Новогремяченское сельское поселение
8. Оськинское сельское поселение
9. Петинское сельское поселение
10. Семидесятское сельское поселение
11. Староникольское сельское поселение
12. Яблоченское сельское поселение

Законом Воронежской области от 5 апреля 2011 года № 44-ОЗ, Староникольское и Никольско-Еманчанское сельские поселения преобразованы, путём объединения, в Староникольское сельское поселение с административным центром в селе Староникольское.
Законом Воронежской области от 13 апреля 2015 года № 40-ОЗ, преобразованы, путём объединения:
- Хохольское городское поселение, Еманчанское и Хохольское сельские поселения в Хохольское городское поселение с административным центром в рабочем посёлке Хохольском;
- Гремяченское и Рудкинское сельские поселения в Гремяченское сельское поселение с административным центром в селе Гремячье.

### Эртильский район
Муниципальные образования:
1. Городское поселение город Эртиль

2. Александровское сельское поселение
3. Битюг-Матреновское сельское поселение
4. Большедобринское сельское поселение
5. Борщево-Песковское сельское поселение
6. Буравцовское сельское поселение
7. Морозовское сельское поселение
8. Первомайское сельское поселение
9. Ростошинское сельское поселение
10. Самовецкое сельское поселение
11. Щучинское сельское поселение
12. Щучинско-Песковское сельское поселение
13. Первоэртильское сельское поселение
14. Ячейское сельское поселение

## История
- В момент образования (1934 год) область делилась на 84 района: Алексеевский, Алешковский, Аннинский, Архангельский, Березовский, Бобровский, Богучарский, Бондарский, Борисоглебский, Будённовский, Бутурлиновский, Вейделевский, Верхнекарачанский, Верхнемамонский, Верхнехавский, Воробьёвский, Воронцовский, Гремяченский, Грязинский, Давыдовский, Данковский, Добринский, Добровский, Дрязгинский, Елань-Коленовский, Елецкий, Жердевский, Задонский, Земетчинский, Землянский, Инжавинский, Калачеевский, Кантемировский, Кирсановский, Козловский (Мичуринский), Коротоякский, Краснинский, Лебедянский, Левороссошанский, Лев-Толстовский, Липецкий, Лискинский, Лосевский, Михайловский, Мордовский, Моршанский, Мучкапский, Нижнедевицкий, Никитовский, Никифоровский, Новокалитвянский, Новоусманский, Новохопёрский, Ольховатский, Острогожский, Павловский, Панинский, Песковский, Петропавловский, Пичаевский, Подгоренский, Покрово-Марфинский, Ракшинский, Раненбургский, Рассказовский, Репьевский, Ржаксинский, Рождественскохавский, Ровеньский, Россошанский, Сампурский, Семилукский, Сосновский, Становлянский, Староюрьевский, Таловский, Тамбовский, Токаревский, Уваровский, Усманский, Хлевенский, Шаталовский, Шехманский и Щучинский. Борисоглебск, Воронеж и Липецк имели статус городов областного подчинения.
- В 1935 году были образованы ещё 44 района: Алгасовский, Белогорьевский, Боринский, Варейкисовский, Ведугский, Водопьяновский, Волчковский, Воскресенский, Гавриловский, Глазковский, Грачевский, Грибановский, Дегтянский, Евдаковский, Избердеевский, Красивский (Красновский), Ладомировский, Ламской, Лысогорский, Меловатский, Октябрьский, Писаревский, Платоновский, Полетаевский, Полянский, Радченский, Рудовский, Садовский, Соседский, Терновский, Токайский, Троекуровский, Трубетчинский, Уколовский, Уметский, Хворостянский, Хоботовский, Хохольский, Хреновской, Чибисовский, Чигольский, Шпикуловский, Шульгинский и Юрловский.
- В 1937 году Варейкисовский, Воскресенский, Данковский, Добровский, Ламской, Лебедянский, Лев-Толстовский, Октябрьский, Раненбургский, Сосновский, Старо-Юрьевский, Троекуровский и Трубетчинский районы отошли к Рязанской области; Алгасовский, Бондарский, Гавриловский, Глазковский, Дегтянский, Земетчинский, Избердеевский, Инжавинский, Кирсановский, Красивский, Лысогорский, Мичуринский, Моршанский, Никифоровский, Пичаевский, Платоновский, Покрово-Марфинский, Ракшинский, Рассказовский, Рудовский, Сампурский, Соседский, Тамбовский, Уметский, Хоботовский и Юрловский — к Тамбовской области; Елецкий, Задонский, Краснинский, Становлянский и Чибисовский — к Воронежской области.
- В 1938 году образованы новые районы: Абрамовский, Голосновский, Каменский, Козловский, Лимановский, Талицкий, Туголуковский, Шапкинский и Эртильский.
- В 1939 году Волчковский, Жердевский, Каменский, Мордовский, Мучкапский, Полетаевский, Ржаксинский, Токаревский, Туголуковский, Уваровский, Шапкинский, Шехманский, Шпикуловский и Шульгинский районы отошли к Тамбовской области. Образованы 2 новых района: Каширский и Синеляпиговский.
- В 1941 году образованы Байчуровский и Старокриушанский районы, в 1944 — Дмитряшевский и Поворинский. В 1946 Дрязгинский район переименован в Молотовский. В 1949 упразднён Борисоглебский район.
- В 1954 году Алексеевский, Буденовский, Вейделевский, Ладомировский, Никитовский, Ровеньский, Уколовский и Шаталовский районы отошли к Белгородской области; Боринский, Водопьяновский, Грачевский, Грязинский, Дмитряшевский, Добринский, Липецкий, Молотовский, Талицкий, Усманский, Хворостянский и Хлевенский районы и город областного подчинения Липецк — к Липецкой области; Алешковский, Байчуровский, Верхне-Карачанский, Грибановский, Козловский, Новохопёрский, Песковский, Поворинский, Полянский и Терновский районы и город областного подчинения Борисоглебск — к Балашовской области; Богучарский, Кантемировский, Михайловский, Писаревский и Радченский районы — к Каменской области.
- В 1957 году из Балашовской области в Воронежскую были переданы районы: Алешковский, Байчуровский, Верхнекарачанский, Грибановский, Новохопёрский, Песковский, Поворинский, Полянский и Терновский, а из Каменской области в Воронежскую переданы Богучарский, Кантемировский и Михайловский, а также город областного подчинения Борисоглебск. В том же году были упразднены Белогорьевский, Лимановский, Меловатский, Садовский, Синеляпиговский и Токайский районы.
- В 1959 году упразднены Абрамовский, Ведугский, Каширский, Новокалитвянский, Песковский, Полянский, Старокриушанский и Чигольский районы. Левороссошанский район переименован в Нововоронежский. В 1960 упразднены Алешковский, Байчуровский, Воронцовский, Голосновский, Рождественско-Хавский и Хреновской районы. Через год упразднены Давыдовский и Коротоякский районы и восстановлен Борисоглебский район, а город Лиски перешёл в областное подчинение. В 1962 упразднены Лосевский и Щучинский район. Через год упразднены ещё 22 района: Архангельский, Березовский, Бобровский, Верхнекарачанский, Верхнемамонский, Верхнехавский, Воробьевский, Гремяченский, Евдаковский, Елань-Коленовский, Землянский, Кантемировский, Михайловский, Нижнедевицкий, Нововоронежский, Новохопёрский, Ольховатский, Петропавловский, Поворинский, Репьевский, Терновский и Эртильский. В том же году города Бобров, Калач, Острогожск, Поворино, Россошь и Семилуки перешли в областное подчинение.
- В 1964 году образованы Кантемировский и Терновский районы, в 1965 году — Бобровский, Верхнехавский, Нижнедевицкий, Новохопёрский, Ольховатский, Петропавловский, Рамонский, Репьевский и Эртильский. Города Бобров, Калач и Семилуки перешли в районное подчинение. В 1970 году образованы Верхнемамонский и Поворинский районы, в 1973 году — Каменский, в 1977 году — Воробьевский и Каширский. В 1987 году городом областного подчинения стал Нововоронеж.
- В 1996 году Борисоглебский район был преобразован в город-район Борисоглебск.
- В 2004 году город-район Борисоглебск наделён статусом городского округа.
- В 2005 году города Лиски, Острогожск, Поворино и Россошь перешли в районное подчинение. Город-район Борисоглебск как муниципальное образование переименован в Борисоглебский городской округ.
- В 2006 году административно-территориальные единицы получили именования, совпадающие с наименованиями муниципальных образований.